# Monpardiac
Monpardiac é uma comuna francesa na região administrativa de Occitânia, no departamento de Gers. Estende-se por uma área de 3,5 km². Em 2010 a comuna tinha 46 habitantes (densidade: 13,1 hab./km²).